# 3572 Leogoldberg
3572 Leogoldberg è un asteroide della fascia principale. Scoperto nel 1954, presenta un'orbita caratterizzata da un semiasse maggiore pari a 2,7005263 UA e da un'eccentricità di 0,1345267, inclinata di 3,41185° rispetto all'eclittica.